# Cyardium variegatum
Cyardium variegatum là một loài bọ cánh cứng trong họ Cerambycidae.